# Sandy Oaks
Sandy Oaks est une ville située au sud-est du comté de Bexar, au Texas, aux États-Unis. Elle est incorporée le 10 mai 2014.

### Source de la traduction
- (en) Cet article est partiellement ou en totalité issu de l’article de Wikipédia en anglais intitulé « Sandy Oaks, Texas » (voir la liste des auteurs).